# Yvonne Serruys
Yvonne Serruys es fue una escultora franco-belga, nacida el 26 de marzo de 1873 en Menen y fallecida el 1 de mayo de 1953 en París.

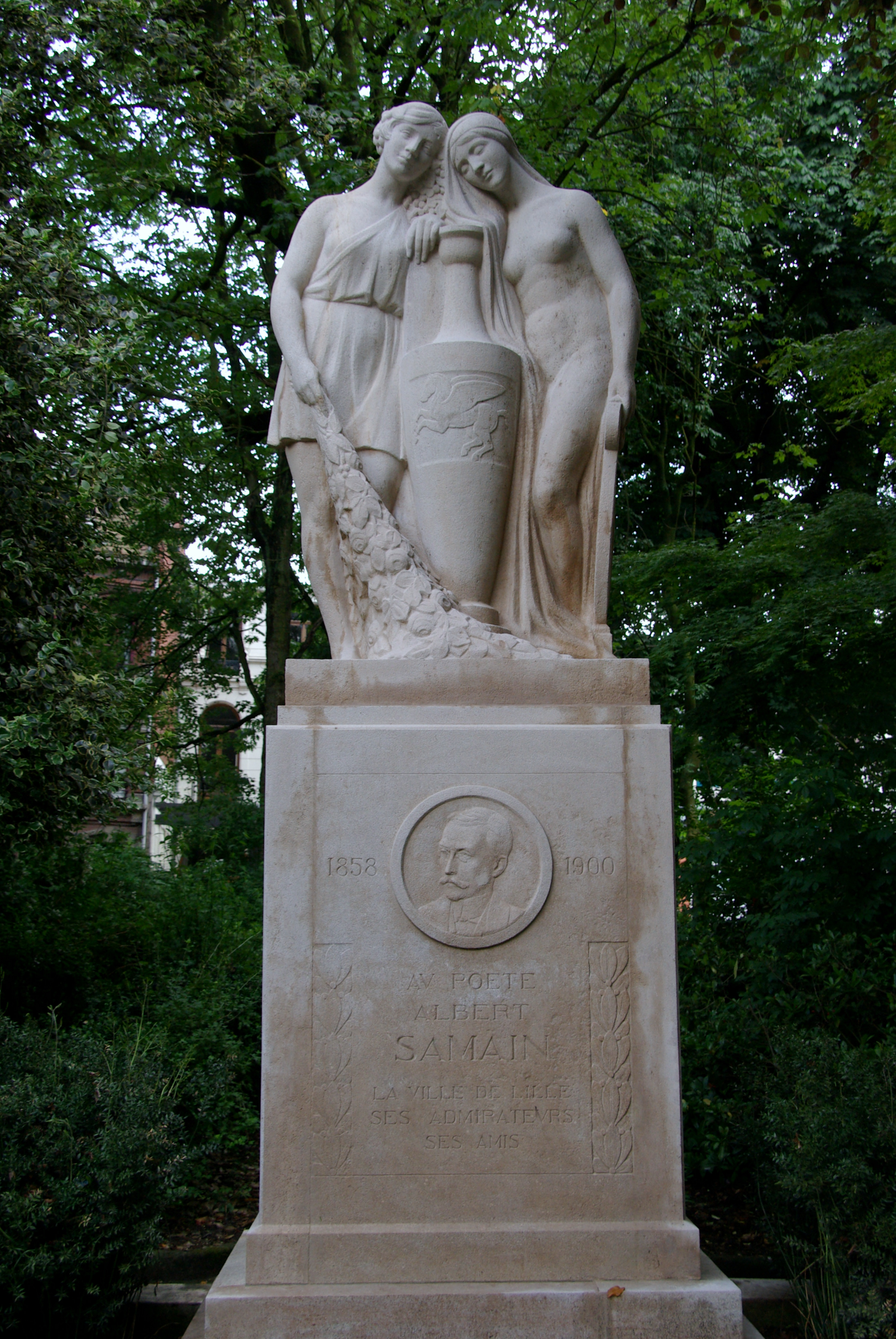
Monumento en memoria de Albert Samain, Lille

## Datos biográficos
Nacida en Menen, Flandes Occidental en una rica familia francófona, Yvonne estudió pintura y dibujo con Emile Claus. De 1892 a 1894 estudió en Bruselas en el taller del pintor Georges Lemmen, un miembro de Les XX. Luego volvió a estudiar de nuevo con Claus.
Después de viajar por Italia y Grecia, exhibió sus pinturas en París en el Salón de 1898. Fue en ese momento cuando decidió convertirse en escultora, una decisión que la llevó de vuelta a Bruselas, donde comenzó sus nuevos estudios con el escultor Égide Rombaux. En 1904 regresó a París, donde estableció su propio taller. Su trabajo incluyó 250 esculturas y más de 300 piezas en vidrio. Recibió una serie de encargos públicos, incluyendo un monumento a su maestro Emile Claus en Gante , uno en memoria de Pierre Paul Cambon en Túnez y un monumento de guerra en su ciudad natal. La mayor parte de su trabajo fue de estilo romántico, en su mayor parte retratos y desnudos, pero incluyendo algunas piezas religiosas.
Miembro activa de la cultura del salón , conoció a su futuro marido Pierre Mille, escritor, periodista y diplomático, en una reunión de este tipo. Se casaron en Menen en 1909 y durante muchos años organizó sus propios salones. Yvonne Serruys recibió el reconocimiento público por su trabajo, siendo galardonada con la Legión de Honor en 1920 y nombrada oficial de la Orden de Leopoldo en 1934.
Falleció en París en 1953. Dejó muchas de sus obras a la ciudad de Menen donde se conservan actualmente en poder del museo local, el Stadsmuseum't Schippershof.

## Obras
Entre las obras de Yvonne Serruys destacan:
- Estatua de una cigüeña en la Villa Leihorra de Ciboure, de 1925.[1]
- Es autora junto al arquitecto Jacques Alleman del monumento a Albert Samain inaugurado en el jardín Vauban de Lille el 4 de octubre de 1931.